# هال كيلر
هال كيلر (بالإنجليزية: Hal Keller)‏ هو لاعب كرة قاعدة أمريكي، ولد في 7 يوليو 1928 في ميدلتاون في الولايات المتحدة، وتوفي في 5 يونيو 2012 في سيكيم في الولايات المتحدة بسبب سرطان المريء.

## وصلات خارجية
- هال كيلر على موقعبيزبول رفرنس.كوم (الدوري الرئيسي) (الإنجليزية)
- هال كيلر على موقعبيزبول رفرنس.كوم (الدوري الثانوي) (الإنجليزية)
- هال كيلر على موقع جمعية أبحاث البيسبول الأمريكية (الإنجليزية)